# Went
Went (транскр. Вент) српска је музичка група из Београда.

## Чланови

### Садашњи
- Душан Филимоновић — вокал, гитара
- Горан Штрбо — гитара
- Сара Томић — бас-гитара
- Стефан Пејатовић [а] — бубањ
- Томислав Марјановић — лимени дувачки инструменти

### Бивши
- Ивана Миљковић [б] — гитара, удараљке
- Никола Чвркић — бас-гитара

## Дискографија

### Студијски албуми
- (2016)

### издања
- (2010)
- (2014)

### Учешћа на компилацијама
- (2014) — песма
- (2015) — песма T61
- Фемиксета 2016 (2016) — песма